# パレルモの海戦
パレルモの海戦（パレルモのかいせん、フランス語: Bataille de Palerme）は仏蘭戦争中の1676年6月2日、シチリア島のパレルモ沖で行われた海戦。モルトマール公爵率いるフランス艦隊に対し、オランダとスペインの連合艦隊はストロンボリとアウグスタの敗戦に加えミヒール・デ・ロイテル提督を失った痛手から立ち直れず、敗北した。勝利したフランス艦隊はこれ以降、スペイン継承戦争まで地中海西部の覇権を握った。

## 背景
1673年にオランダ側に立って対仏戦争に参戦したスペインは1675年に地中海にてオランダ艦隊の増援を受け、一方フランスも艦隊を派遣してメッシーナの反乱を支持した。その後、フランス艦隊はメッシーナ（1675年1月2日）、第一次ストロンボリ（1675年2月11日）、第二次ストロンボリ（1676年1月8日）、アウグスタ（1676年4月22日）などの海戦に連勝した。直近のアウグスタの海戦ではスペイン艦隊が積極的にオランダ艦隊を支援しなかったためオランダ艦隊は手痛い損害を被り、総指揮官のミヒール・デ・ロイテルを失ってしまった。そのため、オランダとスペインの連合艦隊は1676年初夏にパレルモに逃げ込み、艦隊の修理を行った。
しかし、フランスにとって地中海での終戦は連合艦隊を撃滅する瞬間である。そのため、フランス艦隊は攻勢を再開、1676年5月26日にメッシーナから出航した。フランス艦隊の指揮官はモルトマール公爵で、アブラハム・デュケーヌ（前衛）とジャン・ガバレ（後衛）が補佐した。連合艦隊の方ではヤン・デン・ハーンがロイテルの後任としてオランダ艦隊を指揮、スペイン艦隊でも前の海戦で精彩を欠いたラ・セルダ提督に代わりディエゴ・デ・イバラが指揮を執った。

## 戦闘
5月31日、軍艦29隻、火船9隻とガレー船25隻で構成されたフランス艦隊がパレルモ沖に到着した。パレルモ港にいる連合艦隊はまだ修理を終わらせておらず、ヤン・デン・ハーンはエーンドラグ艦（Eendragt）に保存されていたロイテルの遺体を処理している最中であった。ガバレとトゥールヴィル伯爵はフェラッカに乗って偵察を行った。連合艦隊の構成は軍艦27隻（うち17隻はオランダ艦）、ガレー船19隻と火船4隻だった。パレルモ湾には特に防御工事がなく、これらの情報を得たモルトマールは停泊中の連合艦隊に攻撃することを決めた。
6月2日朝、風が北東からパレルモ港の内部へと吹いていた。モルトマールはすぐに接近して火船を放った。風力を借りて進んだ火船はすぐに停泊していた連合艦隊を脅かした。連合艦隊の艦長たちは慌てて錨を切って風に任せて港のさらに奥に移動したが、その後を火船が追撃した。モルトマールとデュケーヌはこの混乱に乗じて攻撃を仕掛け、砲撃を開始した。これにより連合艦隊はさらに混乱に陥り、火が船から船へと移り、多くの船が沈没したり難破した。今やパレルモ市自体も火災の脅威にさらされた。
スペイン艦隊の旗艦が爆発して、ディエゴ・デ・イバラは溺死、ラ・セルダも戦死した。スペインのガレー船隊の旗艦も炎上した。ヤン・デン・ハーンが戦死、またファン・ミデルラント少将（Van Middelland）も戦死した。オランダ艦隊は2人のほかには大尉7人、兵士と海員250人を失った。スペイン軍の損害は2,000から2,500人だった。軍艦12隻、火船4隻、ガレー船6隻、大砲700門が失われ、（戦闘で「使える」戦列艦のみ計算に入れると）艦隊のほぼ半分が失われた。フランス艦隊では火船を除くと、沈没船はなしで損害は200人だけだった。フランス艦隊の損害は少なかったが、連合艦隊のうち火船から逃れて守備に入った軍艦の艦側砲射撃の激しさを証明した。

## フランスの西地中海制覇
戦勝の報せがヴェルサイユ宮殿に届くと、ジャン＝バティスト・コルベールは「これまでの海軍で最も素晴らしい戦闘だ」と驚嘆した。これほどまでの喜びの背景にはオランダ艦隊に対する畏怖がある。例えば、1672年時点ではオランダに宣戦布告するのにイングランド艦隊との同盟が必要だった。イングランドが1674年に戦争から脱落すると、オランダ艦隊はイギリス海峡の制海権を握り続け、ベル＝イルを攻撃、ロシュフォールでフランス艦隊を辱めたりした。ロイテルの艦隊が1675年に地中海にやってきて、編成して間もないフランス艦隊に挑戦するのも、フランス艦隊が1672年から1673年の北海での戦役で精彩を欠き、1674年にほとんど活動していないことを考えると特に問題のない行動だった。スペインの海軍力は八十年戦争とフランス・スペイン戦争で揺らいでいたが、パレルモの海戦により完全に消滅した。
パレルモの海戦はアウグスタの海戦の勝利をさらに完璧なものにしたが、それは最後の勝利ではなかった。翌年にもエストレ伯爵率いるフランス小艦隊がトバゴの海戦でヤコブ・ビンケス率いるオランダ艦隊に挑み、1度目は敗れたが再戦で勝利した。イングランドではフランスの海軍大国化を受け入れられない脅威としてとらえていたため、フランス艦隊の勝利に不安を感じた。海戦での勝利と同時期にフランス陸軍がフランドル地方のヴァランシエンヌ包囲戦、カンブレー包囲戦、サントメールの戦い、カッセルの戦い、イーペル包囲戦と連勝したのでなおさらであった。これによりイングランドとオランダの和解が急速に進み、同盟条約を締結した（ただし仏蘭戦争への再参戦は1678年に講和条約であるナイメーヘンの和約が締結されたためなされなかった）。いずれにせよ、パレルモの海戦での勝利により、フランスはその後数十年間地中海西部の覇権を握った。イギリス海軍が地中海の覇権を握るのはスペイン継承戦争のジブラルタル占領、トゥーロン包囲戦、ミノルカ島占領を待たなければならなかった。